# Pamoña
La pamoña (en portugués, pamonha) es un plato brasileño, común en los estados del Nordeste y también en Goiás, Mato Grosso, Minas Gerais, Paraná, Rondônia, São Paulo y Tocantins. Probablemente desciende de la cocina indígena.

## Etimología
El nombre "pamonha" proviene de la palabra tupí pa'muñã, que significa "pegajoso".
En el libro El dialecto caipira, de Amadeu Amaral, hay referencia tanto a la pamoña como al curau.
Popularmente, en Brasil, se llama "pamoña" a alguien que es perezoso, lento o tonto.

## Preparación
La pamoña brasileña se prepara, de forma genérica, con maíz verde rallado. Esta masa resultante se mezcla con leche (o leche de coco), sal y mantequilla, obteniendo una mezcla salada, más común en la región centro-oeste de Brasil. Para una variación dulce de la masa, se usa azúcar en lugar de sal y se suele añadir canela o anís. La masa se coloca en tubos hechos con la propia cáscara del maíz o con hoja de plátano, atados en los extremos. Las pamoñas se someten a cocción hasta que alcanzan una consistencia firme y suave.
Los rellenos varían con la región en el país y el tipo de pamoña. En el Centro-Oeste brasileño, las pamoñas saladas (o pamoñas de sal) son comúnmente rellenas con carnes, quesos o embutidos como salchichas, mientras que la pamoña de dulce, suele llevar queso tipo minas como relleno. En el Nordeste brasileño, la pamoña se prepara con leche de coco. En otras regiones, puede ser un pastel de maíz que, una vez listo, se envuelve en hojas de plátano, y al servirse, se disuelve en agua y azúcar, recibiendo el nombre de garapa de pamoña.

## Variaciones en otros países
Varios países de América del Sur y del Norte tienen platos similares a la pamoña. Los estudios indican que esto se debe al origen mexicano del maíz, comprobado como un cereal de la región mesoamericana. La mayor diferencia en algunos países es el uso de masa de harina de maíz en lugar de maíz rallado, lo que comúnmente caracteriza el resultado como un plato más similar a una tamal. Varios otros países de las Américas tienen tamales. Otro factor relevante es la diferenciación por el uso de una variedad de rellenos dependiendo de la región.

### México
La variación mexicana más similar a la pamoña se llama tamal de elote o uchepo. Similar a la pamoña brasileña, la base se hace con la preparación de un maíz rallado o molido. Esta mezcla se combina con manteca o grasa vegetal, dando una consistencia espesa a la masa. Algunas recetas mexicanas añaden levadura en polvo o baten la mezcla en la licuadora para obtener un resultado más suave. Tradicional de la cocina mexicana, el chile en polvo también es ocasionalmente añadido a la receta. Rellenos dulces o salados son comunes en varias regiones. Para la cocción, generalmente se envuelven en cáscaras de maíz o hojas de plátano dependiendo de la región, antes de ser cocidas al vapor hasta que estén firmes. Otra variación es la tamale o tamal, sin embargo, estas se preparan con harina de maíz preprocesada en lugar de maíz molido.

### Venezuela
En Venezuela un plato similar es la hallaca, conocida en otros países de habla española como el tamal venezolano. Es considerada uno de los platos nacionales de Venezuela. Aunque es típico de la época de Navidad, puede ser servido en cualquier época del año. En el pasado, se preparaba de forma casera de manera similar a la manera brasileña, con maíz molido. Pero actualmente, fuera de las regiones más rurales, la hallaca se hace comúnmente con una masa de harina de maíz procesada industrialmente, siendo condimentada con pollo o caldo de gallina y rellena con carne de res, cerdo o pollo. En ciudades costeras también es posible encontrar rellenos a base de pescados. Las hallacas se envuelven de forma rectangular similar a la brasileña y también se cocinan en agua, siendo más común el uso de hojas de plátano para envolver la mezcla. Otros países donde el nombre hallaca también es común son en las islas de Curazao, Aruba, Bonaire, en las Islas Canarias, Puerto Rico, España, Colombia (principalmente en el norte) y en Ecuador debido a la migración venezolana en la última década.

### Perú
Humita es una variación típica de Perú y de otros países como Argentina, Ecuador y Chile, también siendo llamada huminta en Bolivia. Es la variación más similar a la brasileña en la preparación de la masa, siendo ella hecha con maíz fresco molido en canjica y envuelto en cáscara, comúnmente cocida al vapor o en agua. Los bocadillos son generalmente preparados con sal y queso fresco en su versión salada o con azúcar, canela y pasas para un relleno dulce. Una de las primeras referencias al bocadillo en Perú fue escrita por Inca Garcilaso de la Vega en su obra "Comentarios Reales de los Incas" publicada en Lisboa en 1609. Al hablar sobre la huminta, él describe sus propias memorias de consumo sobre el tiempo en que vivió Perú entre 1539 y 1560. De esto se puede deducir que la humita ya se preparaba en Perú en esa época.
Las humitas a su vez guardan una gran similitud con los envueltos o bollos de Colombia.

## Pamoñas de Piracicaba
Las pamoñas se han hecho famosas en la ciudad de Piracicaba, donde se encuentra una gran producción de este alimento.

## Galería de imágenes

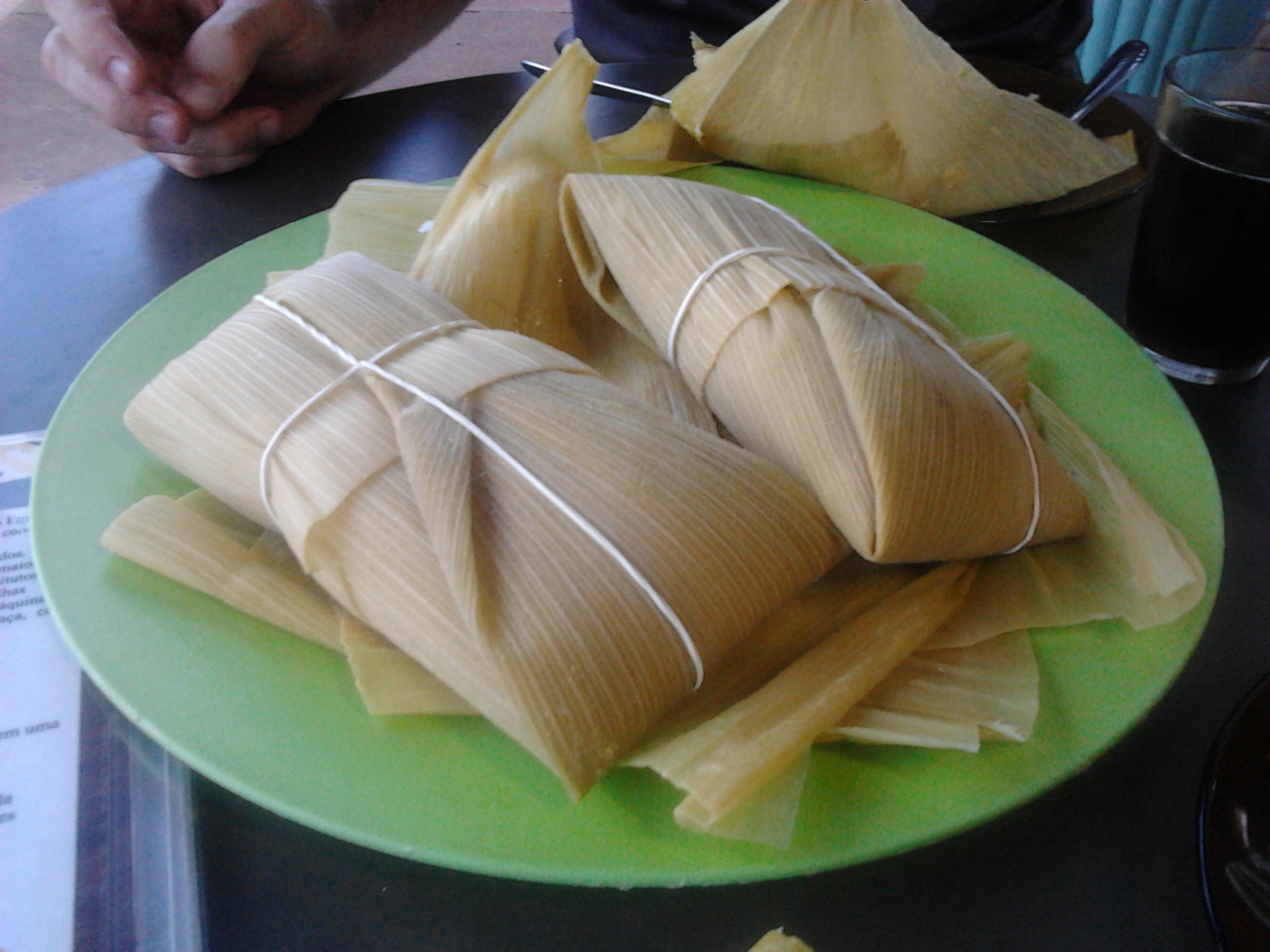
Pamoñas envueltas
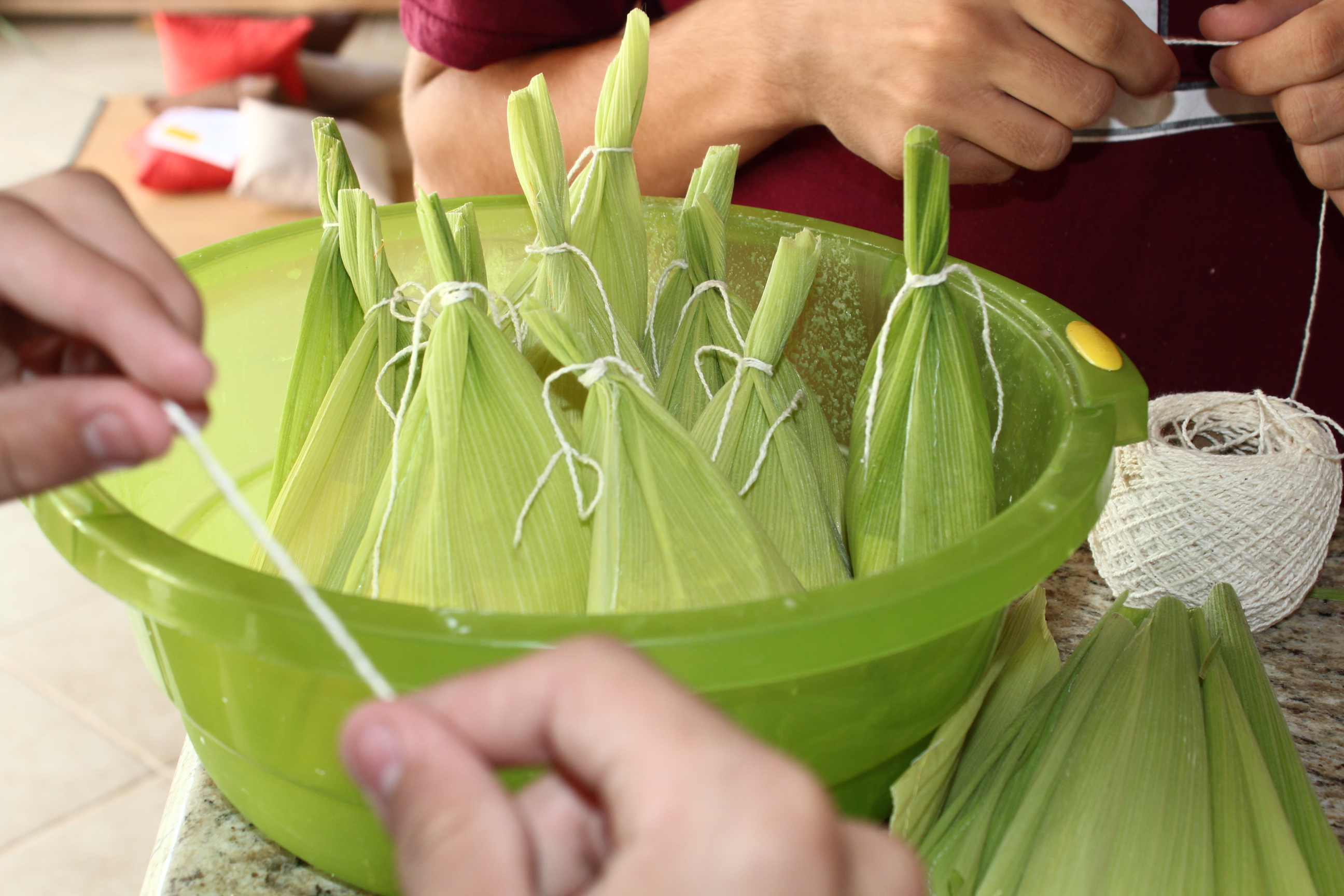
Producción familiar de pamoña
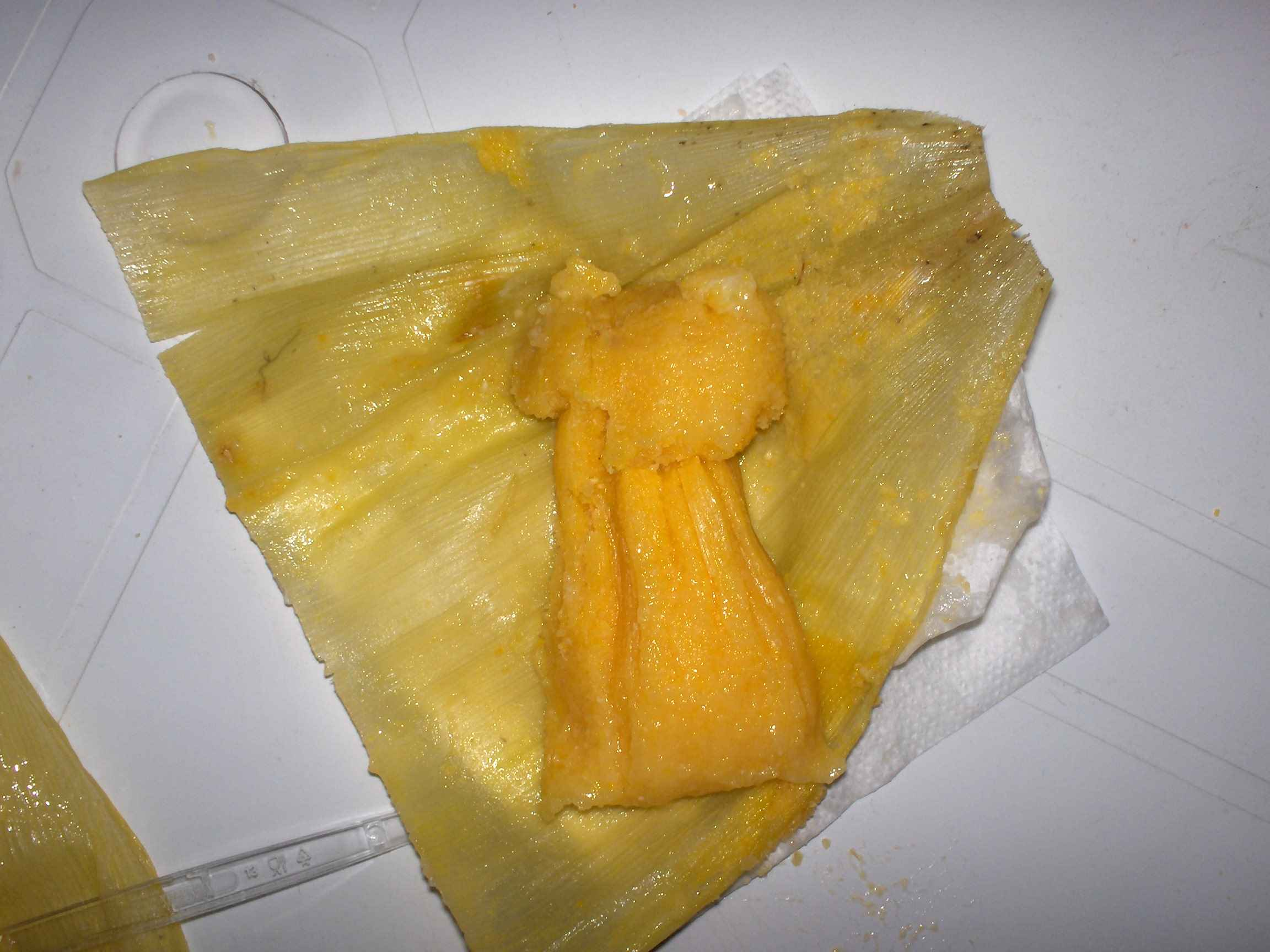
Envase de pamoña abierto